# 마산소방서
마산소방서(馬山消防署, Masan Fire station)는 경상남도 창원시 마산회원구, 마산합포구를 관할하는 창원시 소방본부 (또는 경상남도 소방본부) 산하의 소방서이다.
소방서장은 소방정으로 보한다.

## 연혁

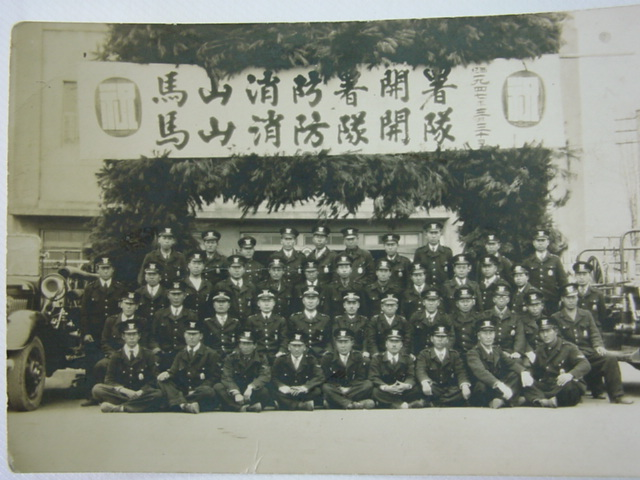
1947년 마산소방서 개서식

- 1946년 11월 1일: 마산소방서 개서
- 1967년 5월 18일: 충무소방서(現 통영소방서) 분리
- 1980년: 창원소방서 분리
- 1991년 6월 12일: 동마산소방서 분리
- 2008년 7월 3일: 동마산소방서 통합

## 조직
| - 소방행정과 - 소방행정팀 - 예산장비팀 | - 안전예방과 - 안전지도팀 - 예방지도팀 - 소방민원팀 | - 대응구조과 - 구조구급팀 - 대응조사팀 |

## 관할센터 및 관할구역
마산소방서는 8개의 119안전센터와 1개의 소방정대, 1개의 구조대를 두고 있다.
| 명칭                 | 사진 | 주소                                | 관할구역                                                             | 지역대 |
| -------------------- | ---- | ----------------------------------- | -------------------------------------------------------------------- | ------ |
| 중앙119안전센터      |      | 마산합포구 제2부두로 55             | 마산합포구 중앙동, 완월동, 자산동, 동서동, 오동동                    |        |
| 남성119안전센터      |      | 마산합포구 남성로 114               | 마산회원구 회원1·2동, 마산합포구 성호동, 노산동, 교방동              |        |
| 삼진119안전센터      |      | 마산합포구 진동면 해양관광로 52     | 마산합포구 진동면, 진북면, 진전면                                    |        |
| 석전119안전센터      |      | 마산회원구 양덕옛1길 62             | 마산회원구 석전1·2동, 양덕1·2동, 회성동                              |        |
| 양봉119안전센터      |      | 마산회원구 자유무역1길 22           | 마산회원구 양덕2동 일부, 봉암동, 마산합포구 합포동, 산호동           |        |
| 구암119안전센터      |      | 마산회원구 팔용로 186               | 마산회원구 합성1·2동, 구암1·2동                                      |        |
| 내서119안전센터      |      | 마산회원구 내서읍 중리공단로 104    | 마산회원구 내서읍 일부                                               |        |
| 호계119안전센터      |      | 마산회원구 내서읍 호계본동3길 59-10 | 마산회원구 내서읍 일부                                               |        |
| 마산소방서 소방정대  |      | 마산합포구 해안대로 200             | 마산합포구 반월동, 문화동, 월영동, 현동, 가포동, 구산면, 경남 남해안 |        |
| 마산소방서 119구조대 |      | 마산합포구 제2부두로 55             | 경상남도 창원시 마산회원구, 마산합포구                               |        |

## 같이 보기
- 대한민국 소방청
- 대한민국의 소방
- 소방관 계급